# Keisuke Kurokawa
Keisuke Kurokawa (jap. 黒川 圭介, Kurokawa Keisuke; * 13. April 1997 in der Präfektur Hyōgo) ist ein japanischer Fußballspieler.

## Karriere
Keisuke Kurokawa erlernte das Fußballspielen in der Universitätsmannschaft der Kansai-Universität. Von der Kansai-Universität wurde er die Saison 2019 an Gamba Osaka ausgeliehen. Hier bestritt er ein Erstligaspiel. Nach Ende der Ausleihe wurde er von Gamba Osaka fest verpflichtet. Der Verein aus Suita, einer Stadt in der nördlichen Präfektur Osaka, spielte in der höchsten japanischen Liga, der J1 League. In Suita kam er 2020 19-mal in der U23-Mannschaft zum Einsatz. Die U23 spielte in der dritten Liga, der J3 League. 2020 feierte er mit Gamba die Vizemeisterschaft. Am 24. November 2024 stand er mit Gamba im Endspiel des Kaiserpokals. Hier verlor man 1:0 gegen Vissel Kōbe.

## Erfolge
Gamba Osaka
- Japanischer Vizemeister: 2020
- Japanischer Pokalfinalist: 2024